# Trachylepis cristinae
Trachylepis cristinae es una especie de escincomorfos de la familia Scincidae.

## Distribución geográfica yhábitat
Es endémica de la isla Abd al Kuri (Yemen). Su rango altitudinal oscila entre 36 y 450 m s. n. m..